# FIFA-Konföderationen-Pokal 2009/Gruppe A
Dieser Artikel umfasst die Spiele der Vorrundengruppe A beim FIFA-Konföderationen-Pokal 2009 mit allen statistischen Details.
| Pl. | Land       | Sp. | S | U | N | Tore    | Diff. | Punkte |
| --- | ---------- | --- | - | - | - | ------- | ----- | ------ |
| 1.  | Spanien    | 3   | 3 | 0 | 0 | 008:000 | +8    | 09     |
| 2.  | Südafrika  | 3   | 1 | 1 | 1 | 002:200 | ±0    | 04     |
| 3.  | Irak       | 3   | 0 | 2 | 1 | 000:100 | −1    | 02     |
| 4.  | Neuseeland | 3   | 0 | 1 | 2 | 000:700 | −7    | 01     |

## Südafrika – Irak 0:0
| Südafrika                                                       | Südafrika | Irak | Irak |
| --------------------------------------------------------------- | --- | --- | ---- |
| Südafrika                                                       | \| 14. Juni 2009 um 16:00 Uhr in Johannesburg (Ellis-Park-Stadion) \| \| Zuschauer: 48.837 \| \| Schiedsrichter: Jorge Larrionda ( Uruguay) \| | \| 14. Juni 2009 um 16:00 Uhr in Johannesburg (Ellis-Park-Stadion) \| \| Zuschauer: 48.837 \| \| Schiedsrichter: Jorge Larrionda ( Uruguay) \| | Irak |
| Südafrika                                                       | Itumeleng Khune – Siboniso Gaxa, Matthew Booth, Aaron Mokoena , Tsepo Masilela – MacBeth Sibaya, Benson Mhlongo, Kagisho Dikgacoi, Teko Modise – Thembinkosi Fanteni (78. Katlego Mashego), Bernard Parker (85. Steven Pienaar) Cheftrainer: Joel Santana | Mohammed Kassid – Salam Shakir, Mohammed Ali Karim, Fareed Majeed, Ali Rehema, Bassim Abbas – Mahdi Karim (88. Salih Sadir), Nasch'at Akram, Karrar Jassim (74. Hawar Mulla Mohammed) – Yunis Mahmud , Emad Mohammed (76. Alaa Abdul-Zahra) Cheftrainer: Bora Milutinović | Irak |
| Südafrika                                                       | Fanteni, Sibaya | Akram | Irak |
| 14. Juni 2009 um 16:00 Uhr in Johannesburg (Ellis-Park-Stadion) | | |      |
| Zuschauer: 48.837                                               | | |      |
| Schiedsrichter: Jorge Larrionda ( Uruguay)                      | | |      |

## Neuseeland – Spanien 0:5 (0:4)
| Neuseeland                                                        | Neuseeland | Spanien | Spanien |
| ----------------------------------------------------------------- | --- | --- | ------- |
| Neuseeland                                                        | \| 14. Juni 2009 um 20:30 Uhr in Rustenburg (Royal-Bafokeng-Stadion) \| \| Zuschauer: 21.649 \| \| Schiedsrichter: Coffi Codjia ( Benin) \| | \| 14. Juni 2009 um 20:30 Uhr in Rustenburg (Royal-Bafokeng-Stadion) \| \| Zuschauer: 21.649 \| \| Schiedsrichter: Coffi Codjia ( Benin) \| | Spanien |
| Neuseeland                                                        | Glen Moss – Tony Lochhead, Ivan Vicelich, Andrew Boyens, David Mulligan – Simon Elliott, Jeremy Brockie (27. Jeremy Christie), Tim Brown , Leo Bertos – Chris Killen (85. Kris Bright) – Shane Smeltz (76. Chris James) Cheftrainer: Ricki Herbert | Iker Casillas – Sergio Ramos (54. Álvaro Arbeloa), Carles Puyol, Raúl Albiol, Joan Capdevila – Xabi Alonso – Xavi (54. Santi Cazorla), Albert Riera – Cesc Fàbregas – David Villa, Fernando Torres (70. David Silva) Cheftrainer: Vicente del Bosque | Spanien |
| Neuseeland                                                        | 0:1 Torres (6.) 0:2 Torres (14.) 0:3 Torres (17.) 0:4 Fàbregas (24.) 0:5 Villa (48.) | | Spanien |
| 14. Juni 2009 um 20:30 Uhr in Rustenburg (Royal-Bafokeng-Stadion) | | |         |
| Zuschauer: 21.649                                                 | | |         |
| Schiedsrichter: Coffi Codjia ( Benin)                             | | |         |

## Spanien – Irak 1:0 (0:0)
| Spanien                                                         | Spanien | Irak | Irak |
| --------------------------------------------------------------- | --- | --- | ---- |
| Spanien                                                         | \| 17. Juni 2009 um 16:00 Uhr in Bloemfontein (Free-State-Stadion) \| \| Zuschauer: 30.512 \| \| Schiedsrichter: Matthew Breeze ( Australien) \| | \| 17. Juni 2009 um 16:00 Uhr in Bloemfontein (Free-State-Stadion) \| \| Zuschauer: 30.512 \| \| Schiedsrichter: Matthew Breeze ( Australien) \| | Irak |
| Spanien                                                         | Iker Casillas – Sergio Ramos, Carlos Marchena, Gerard Piqué, Joan Capdevila – Xabi Alonso – Xavi (82. Sergio Busquets), Santi Cazorla (67. David Silva) – Juan Mata – Fernando Torres, David Villa (74. Daniel Güiza) Cheftrainer: Vicente del Bosque | Mohammed Kassid – Bassim Abbas, Ali Rehema, Fareed Majeed, Mohammed Ali Karim, Salam Shakir – Muayad Khalid, Hawar Mulla Mohammed (69. Karrar Jassim), Nasch'at Akram , Samer Saeed (60. Mahdi Karim) – Alaa Abdul-Zahra (80. Yunis Mahmud) Cheftrainer: Bora Milutinović | Irak |
| Spanien                                                         | 1:0 Villa (55.) | | Irak |
| Spanien                                                         | Alonso, Marchena | Abbas | Irak |
| 17. Juni 2009 um 16:00 Uhr in Bloemfontein (Free-State-Stadion) | | |      |
| Zuschauer: 30.512                                               | | |      |
| Schiedsrichter: Matthew Breeze ( Australien)                    | | |      |

## Südafrika – Neuseeland 2:0 (1:0)
| Südafrika                                                         | Südafrika | Neuseeland | Neuseeland |
| ----------------------------------------------------------------- | --- | --- | ---------- |
| Südafrika                                                         | \| 17. Juni 2009 um 20:30 Uhr in Rustenburg (Royal-Bafokeng-Stadion) \| \| Zuschauer: 36.598 \| \| Schiedsrichter: Benito Archundia ( Mexiko) \| | \| 17. Juni 2009 um 20:30 Uhr in Rustenburg (Royal-Bafokeng-Stadion) \| \| Zuschauer: 36.598 \| \| Schiedsrichter: Benito Archundia ( Mexiko) \|                                                                                                | Neuseeland |
| Südafrika                                                         | Itumeleng Khune – Tsepo Masilela, Matthew Booth, Aaron Mokoena , Siboniso Gaxa – MacBeth Sibaya, Kagisho Dikgacoi, Teko Modise, Steven Pienaar – Bernard Parker (81. Siphiwe Tshabalala), Thembinkosi Fanteni (62. Katlego Mashego) Cheftrainer: Joel Santana | Glen Moss – Tony Lochhead, Andrew Boyens, Ivan Vicelich, David Mulligan – Simon Elliott, Leo Bertos (66. Chris James), Tim Brown (55. Duncan Oughton), Jeremy Christie – Shane Smeltz, Chris Killen (75. Chris Wood) Cheftrainer: Ricki Herbert | Neuseeland |
| Südafrika                                                         | 1:0 Parker (21.) 2:0 Parker (52.) | | Neuseeland |
| Südafrika                                                         | Pienaar | Christie, Boyens, Smeltz, Vicelich | Neuseeland |
| 17. Juni 2009 um 20:30 Uhr in Rustenburg (Royal-Bafokeng-Stadion) | | |            |
| Zuschauer: 36.598                                                 | | |            |
| Schiedsrichter: Benito Archundia ( Mexiko)                        | | |            |

## Irak – Neuseeland 0:0
| Irak                                                            | Irak | Neuseeland | Neuseeland |
| --------------------------------------------------------------- | --- | --- | ---------- |
| Irak                                                            | \| 20. Juni 2009 um 20:30 Uhr in Johannesburg (Ellis-Park-Stadion) \| \| Zuschauer: 23.295 \| \| Schiedsrichter: Howard Webb ( England) \| | \| 20. Juni 2009 um 20:30 Uhr in Johannesburg (Ellis-Park-Stadion) \| \| Zuschauer: 23.295 \| \| Schiedsrichter: Howard Webb ( England) \| | Neuseeland |
| Irak                                                            | Mohammed Kassid – Bassim Abbas, Salam Shakir, Ali Rehema, Mohammed Ali Karim – Karrar Jassim, Hawar Mulla Mohammed (46. Fareed Majeed), Nasch'at Akram, Mahdi Karim (67. Salih Sadir) – Emad Mohammed (56. Alaa Abdul-Zahra), Yunis Mahmud Cheftrainer: Bora Milutinović | Glen Moss – Tony Lochhead, Ivan Vicelich, Ben Sigmund (71. Andrew Boyens), Aaron Scott (85. David Mulligan) – Simon Elliott, Leo Bertos, Jeremy Brockie (68. Jeremy Christie), Tim Brown – Shane Smeltz, Chris Killen Cheftrainer: Ricki Herbert | Neuseeland |
| Irak                                                            | Brown, Brockie | | Neuseeland |
| 20. Juni 2009 um 20:30 Uhr in Johannesburg (Ellis-Park-Stadion) | | |            |
| Zuschauer: 23.295                                               | | |            |
| Schiedsrichter: Howard Webb ( England)                          | | |            |

## Spanien – Südafrika 2:0 (0:0)
| Spanien                                                         | Spanien | Südafrika | Südafrika |
| --------------------------------------------------------------- | --- | --- | --------- |
| Spanien                                                         | \| 20. Juni 2009 um 20:30 Uhr in Bloemfontein (Free-State-Stadion) \| \| Zuschauer: 38.212 \| \| Schiedsrichter: Pablo Pozo () \| | \| 20. Juni 2009 um 20:30 Uhr in Bloemfontein (Free-State-Stadion) \| \| Zuschauer: 38.212 \| \| Schiedsrichter: Pablo Pozo () \| | Südafrika |
| Spanien                                                         | Pepe Reina – Álvaro Arbeloa, Raúl Albiol, Gerard Piqué, Carles Puyol – Sergio Busquets – Xavi, Albert Riera (81. Santi Cazorla) – Cesc Fàbregas – Fernando Torres (60. Fernando Llorente), David Villa (60. Pablo Hernández) Cheftrainer: Vicente del Bosque | Itumeleng Khune – Tsepo Masilela, Matthew Booth, Aaron Mokoena , Siboniso Gaxa – MacBeth Sibaya (83. Katlego Mashego), Benson Mhlongo, Teko Modise, Steven Pienaar, Kagisho Dikgacoi – Bernard Parker (90.+3' Siphiwe Tshabalala) Cheftrainer: Joel Santana | Südafrika |
| Spanien                                                         | 1:0 Villa (52.) 2:0 Llorente (72.) | | Südafrika |
| Spanien                                                         | Albiol, Piqué | Sibaya (2.), Modise, Dikgacoi | Südafrika |
| 20. Juni 2009 um 20:30 Uhr in Bloemfontein (Free-State-Stadion) | | |           |
| Zuschauer: 38.212                                               | | |           |
| Schiedsrichter: Pablo Pozo ()                                   | | |           |